# Microdot

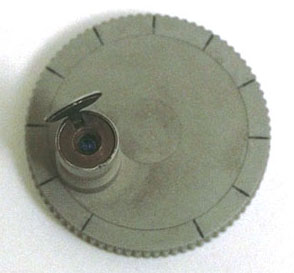
Mark IV microdot camera, zoals gebruikt in de jaren vijftig en zestig

Een microdot is een manier om fotografisch verkleinde informatie te verstoppen, bijvoorbeeld in een tekst. Het is daarmee een steganografische techniek.
Doordat een microdot lijkt op een gewone stip of punt, bijvoorbeeld bij een i of een j, in een normale brief of bericht, zal deze moeilijk onderschept kunnen worden. Een stip bevatte informatie die langs fotografische weg sterk werd verkleind. Daarna werd de stip met jodium zwart gemaakt en  in het bericht geplakt. De informatie kon door de ontvanger gelezen worden met behulp van een microscoop, nadat de jodium was verwijderd.
Een patent voor microfilm werd al in 1859 toegekend aan de Franse fotograaf René Dagron, en diens techniek werd gebruikt in 1870, toen Parijs werd belegerd tijdens de Frans-Duitse Oorlog. Destijds waren de afbeeldingen echter nog niet zo klein, en het oogmerk was dan ook niet onzichtbaarheid, maar gewichtsbesparing. Via de techniek van Dagron kon een veelvoud aan berichten worden meegegeven met een enkele postduif.
De techniek werd geperfectioneerd en werd tussen de Eerste - en de Tweede Wereldoorlog gebruikt door de Duitsers. Als vader van de microdot wordt Emanuel Goldberg beschouwd. Tijdens de Tweede Wereldoorlog werd een spionage-uitrusting waarmee microdots gemaakt konden worden, een Zapp-uitrusting genoemd, waarschijnlijk naar Kurt Zapp, die in Leipzig microdot camera's ontwikkelde.
Na de Tweede Wereldoorlog werd de techniek nog gebruikt door andere landen om berichten door onveilige postkanalen te verzenden, met name om het IJzeren Gordijn te passeren.